# Thomas Cole

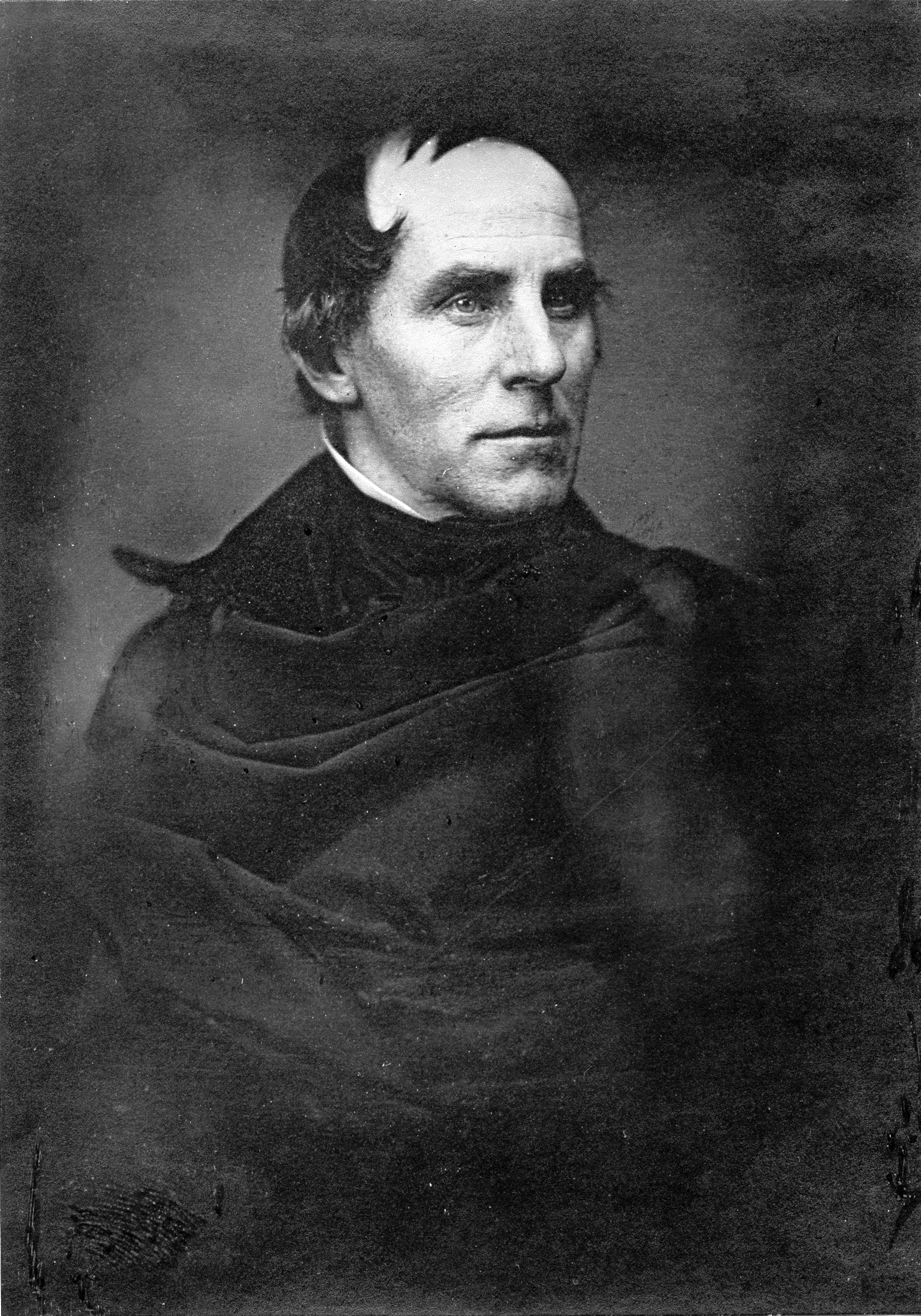
Thomas Cole (1846)

Thomas Cole (* 1. Februar 1801 in Bolton, Lancashire; † 11. Februar 1848 in Catskill, New York) war ein in England geborener US-amerikanischer Maler. Er gilt als Begründer und bedeutendster Vertreter der Hudson River School, einer Gruppe amerikanischer Künstler in der Mitte des 19. Jahrhunderts, die bekannt wurde für die genaue, detailreiche Wiedergabe amerikanischer Landschaften, häufig verbunden mit historischen und allegorischen Bildthemen.

## Leben
In seiner Jugend in England lernte Cole, hölzerne Druckstöcke herzustellen, mit denen Kattun bedruckt wurde. 1818 emigrierte die Familie aus ihrem Wohnort im Nordwesten Englands nach Amerika und ließ sich in Steubenville, Ohio nieder. Thomas blieb zunächst ein Jahr lang allein in Philadelphia. Danach zog auch er nach Steubenville zu seinen Angehörigen und arbeitete mit in der Tapetenmanufaktur seines Vaters. Die Grundlagen der Maltechnik mit Ölfarben erlernte er von einem herumziehenden Porträtmaler namens John Stein, war selbst aber wenig erfolgreich auf dessen Spezialgebiet und unternahm bald erste Versuche in der Landschaftsmalerei. 1823 folgte er seiner Familie nach Pittsburgh, arbeitete auch hier im Betrieb seines Vaters und machte in seiner Freizeit systematische Landschaftsstudien. Dabei entwickelte er jene präzise Arbeitstechnik, die zur Grundlage seiner späteren Landschaftsmalerei wurde.

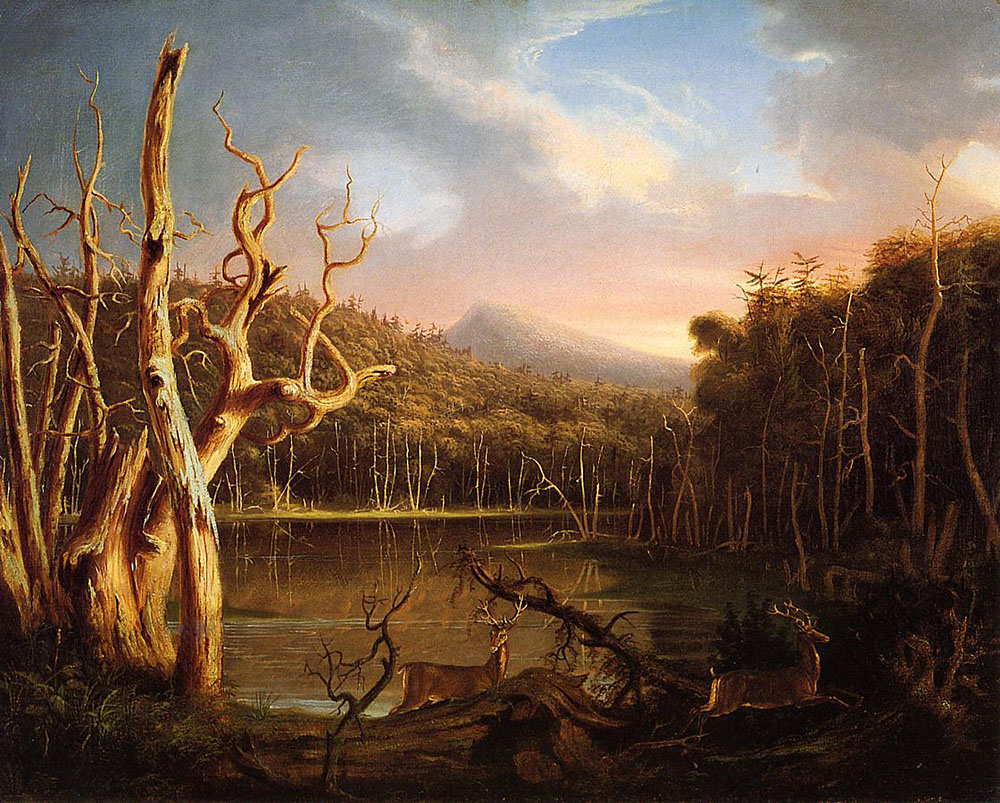
Lake with Dead Trees (Catskill), 1825

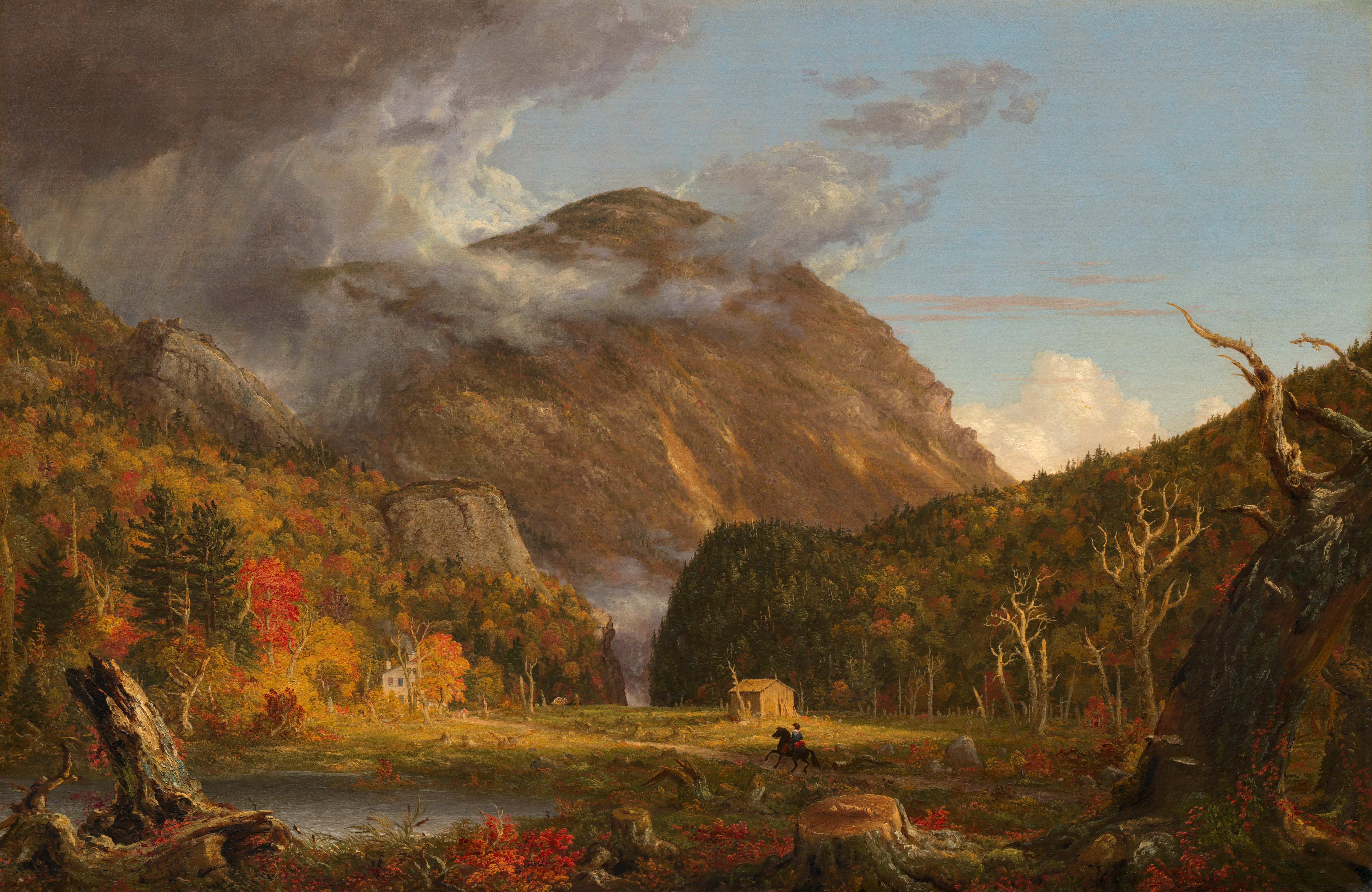
View in the White Mountains, 1839

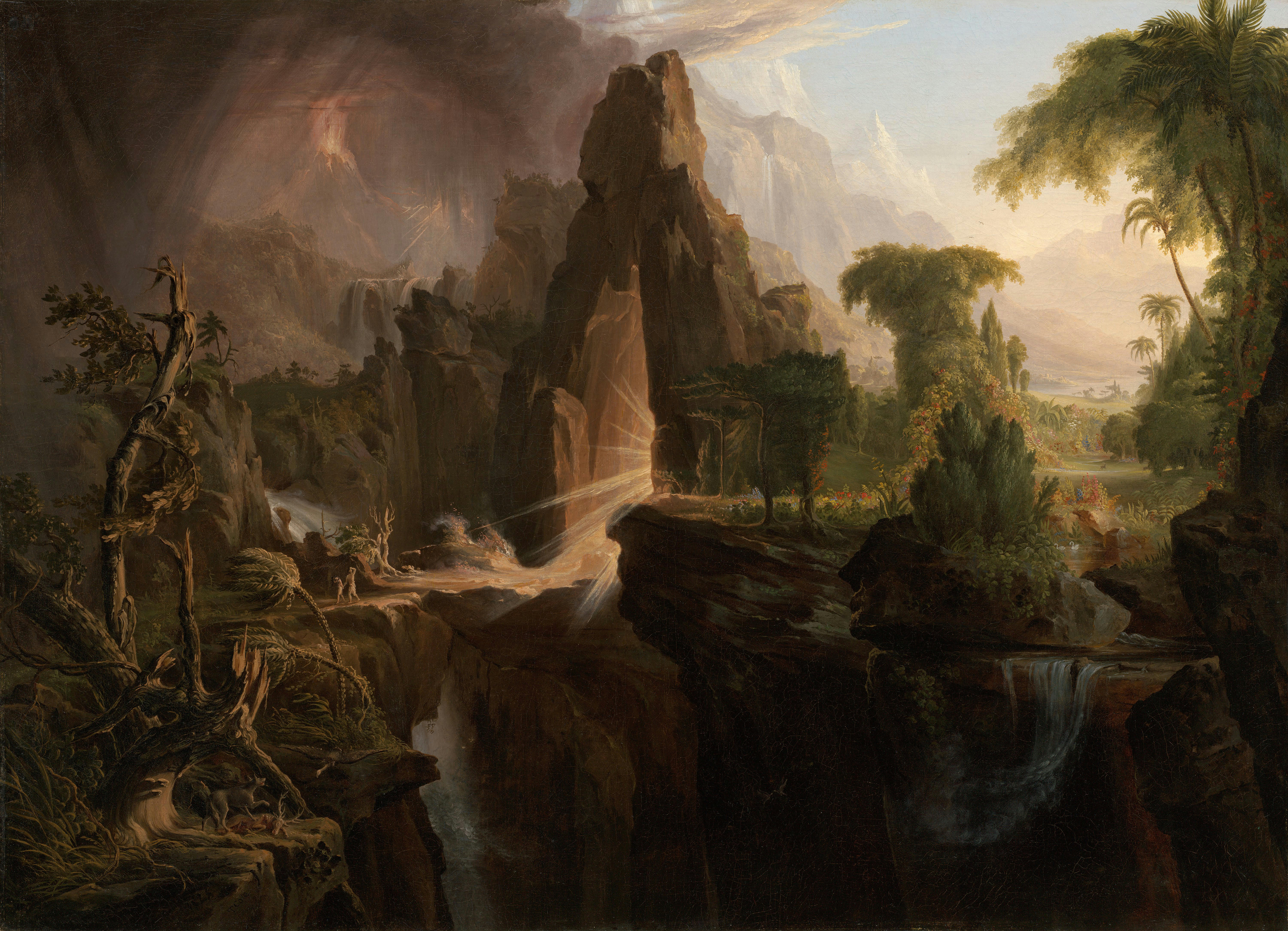
Expulsion from the Garden of Eden, 1828

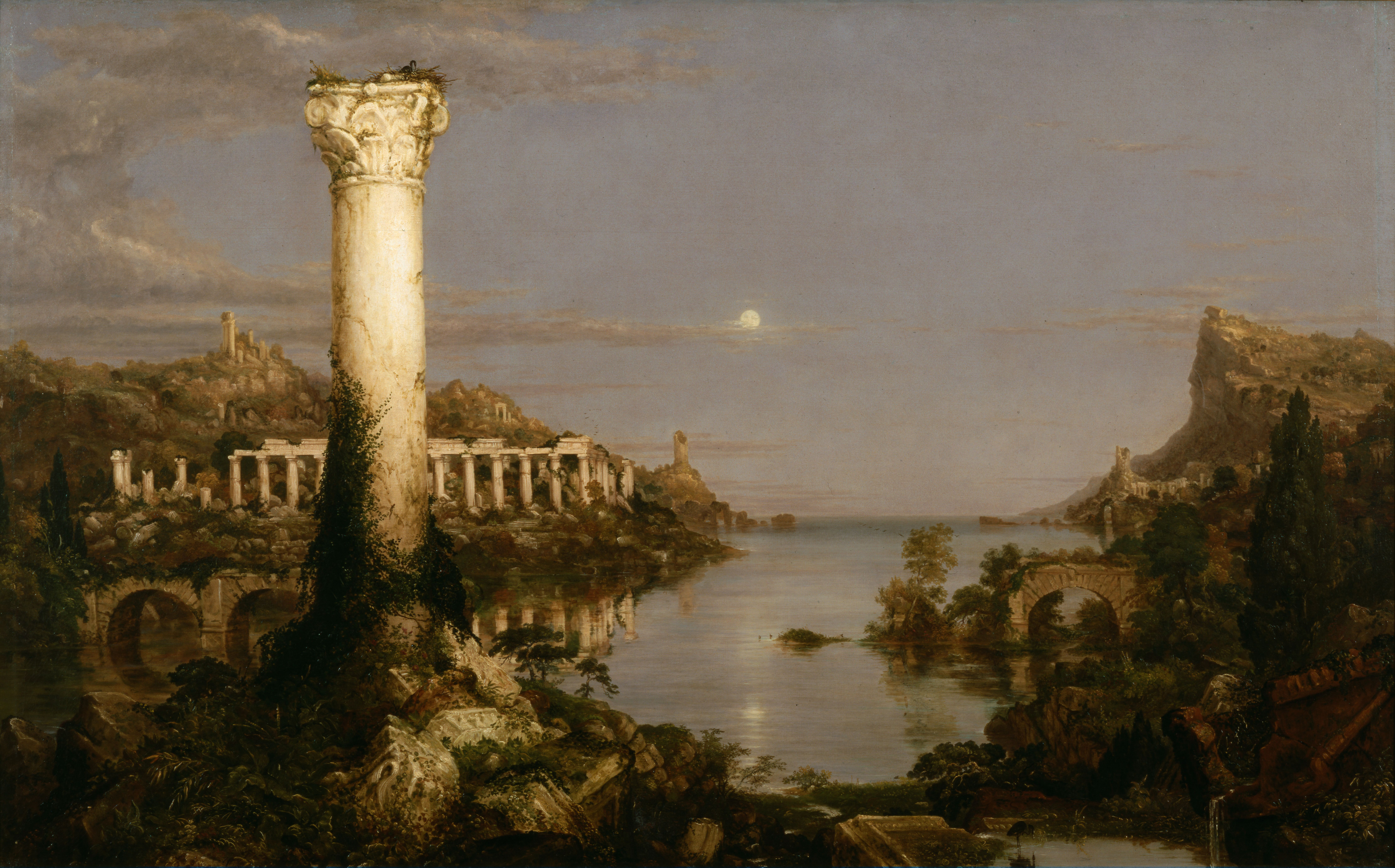
The Course of Empire. Desolation, 1836

1823/24 hielt sich Cole erneut in Philadelphia auf. Hier studierte er intensiv die Landschaftsbilder in der Pennsylvania Academy of the Fine Arts und entschloss sich, Berufsmaler zu werden. 1825 erfolgte der Umzug nach New York, wo Eltern und Schwestern inzwischen lebten. Der Kaufmann George W. Bruen wurde auf den jungen Maler aufmerksam und finanzierte ihm eine Studienfahrt entlang des Hudson River zu den Catskill Mountains im September und Oktober 1825. Drei kleinformatige Ölbilder, die nach Skizzen von dieser Reise entstanden waren, stellte Cole in einem Schaufenster aus. Dort bemerkte sie der im New Yorker Kunstbetrieb einflussreiche John Trumbull, Maler und langjähriger Präsident der American Academy of Fine Arts, der dem jungen Kollegen Kontakte zu den wichtigsten Künstlern und Mäzenen der Stadt vermittelte. Als Cole sich 1829 entschloss, in Europa die Meisterwerke der Vergangenheit im Original kennenzulernen, war er schon Gründungsmitglied der National Academy of Design (einer 1826 gegründeten Künstlervereinigung, die jährliche Ausstellungen zeitgenössischer amerikanischer Künstler organisierte und mit Sitz in New York City noch heute existiert) und als bedeutender amerikanischer Landschaftsmaler anerkannt.
In Europa bildete er sich in den Museen von London, Paris, Florenz, Rom und Neapel weiter. Vor allem sein Aufenthalt in Italien brachte ihm idealistische Themen und Vorstellungen näher. Als typischer Vertreter der Romantik suchte er auch in seiner Landschaftsmalerei moralische Werte auszudrücken und Themen zu behandeln, die zuvor der Historienmalerei vorbehalten waren. Nach seiner Rückkehr im November 1832 fand er einen verständnisvollen Mäzen in dem New Yorker Kaufmann und Galeriebesitzer Luman Reed. Von August 1841 bis Juli 1842 fuhr Cole nochmals nach Europa, besuchte Verwandte in England und bereiste Frankreich, Italien und die Schweiz. Während der Reise perfektionierte er seine Maltechnik, insbesondere das Kolorit und die Wiedergabe von Himmel und Wolken. Innerhalb der Vereinigten Staaten reiste Cole 1846 in die Adirondacks, ein Gebirge im nordöstlichen Teil des Bundesstaates New York und 1847 zu den Niagarafällen.

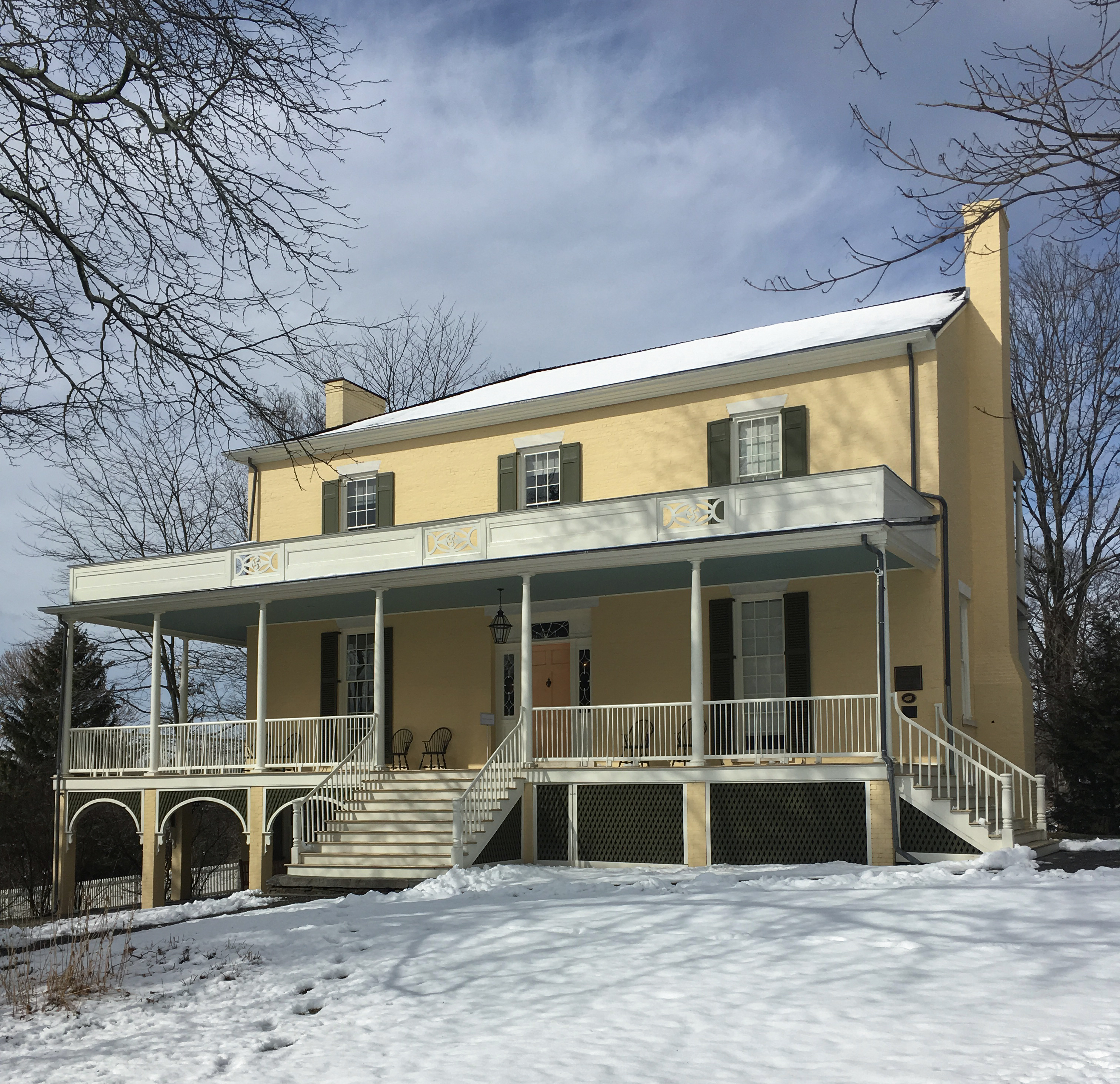
Thomas Cole National Historic Site (2018)

Seit 1825 besuchte Cole regelmäßig den Ort Catskill im Staat New York. Die Landschaft der Catskill Mountains faszinierte ihn, er fand, die Berge „erheben sich aus dem Tal des Hudson wie Wellen eines Ozeans, wenn der Sturm nachlässt“. In den Sommermonaten wohnte und arbeitete der Maler in Nebengebäuden einer ausgedehnten Farm namens Cedar Grove. Hier entstand ein wesentlicher Teil seines Gesamtwerks. Im November 1836 heiratete er Maria Bartow, eine Nichte des Farmbesitzers, und lebte seitdem ständig dort. Er behielt jedoch stets engen Kontakt mit der Kunstszene von New York City, mit Künstlern, Sammlern und Literaten, die ihn auch häufig in Cedar Grove besuchten. Zu seinen engeren Kollegen gehörten die Landschaftsmaler Asher Brown Durand (1796–1886) und Frederic Edwin Church (1826–1900), der zwischen 1844 und 1846 sein Schüler war. Das Ehepaar Cole hatte drei Söhne und zwei Töchter. 1842 entschloss Thomas Cole sich zum Eintritt in die Episkopalkirche und wurde in der St.-Lukas-Gemeinde in Catskill getauft. Nach kurzer, heftiger Erkrankung der Atemwege starb er am Freitag, dem 11. Februar 1848. Wegen der damals extrem kalten Witterung konnten nur wenige seiner Freunde an der Beerdigung teilnehmen.
Cedar Grove wurde 1999 in die Liste der National Historic Sites aufgenommen und ist nach Renovierung seit 2001, dem zweihundertsten Jahr nach Coles Geburt, öffentlich zugänglich. Zu Ehren des Malers trägt der vierthöchste Berg in den Catskill Mountains den Namen Thomas Cole Mountain.
Thomas Cole war seit dem 11. Februar 1822 ein Mitglied im Bund der Freimaurer, seine Loge Amity Lodge No. 5, ist in Zanesville (Ohio) ansässig.

## Werk
Cole pries den Wert der Landschaft an sich, die spirituellen Werte, die ihrer Schönheit innewohnen. Die Catskill Mountains (neben Eindrücken aus Italien und von den White Mountains in New Hampshire) boten ihm die bevorzugten Motive für seine zahlreichen reinen Landschaftsbilder ebenso wie für die Darstellungen mit ausdrücklich allegorischem oder historischem Hintergrund. Für ihn hingen Natur und Religion untrennbar zusammen. Er kritisierte die Entwicklung der Moderne und warf seinen Zeitgenossen vor, Einfachheit und Schönheit nicht mehr zu achten. In einem Essay stellte er fest: „Unsere Gesellschaft trachtet nur danach, etwas zustande zu bringen, statt sich an etwas zu erfreuen...“. In einem Brief an den Kunstsammler Robert Gilmore Jr. in Baltimore schrieb er 1826: „Wenn die Phantasie gefesselt ist und nur noch das beschrieben wird, was wir sehen können, dann wird in der Dichtkunst wie in der Malerei nur sehr selten etwas wahrhaft Großes entstehen.“
Für Luman Reed malte Cole den fünfteiligen Zyklus mit dem Titel The Course of Empire (1836 fertiggestellt), der zu seinen bekanntesten Werken gehört. Die Bilder schildern in leicht unterschiedlichen Landschaftsausschnitten die Entwicklung einer Zivilisation von der Barbarei über ihre Blütezeit bis zu Auflösung und Untergang. Die zeitgenössische Kritik lehnte die Serie aus formalen Gründen ab. Heute wird dazu die Ansicht geäußert, dass es keine erfolgversprechende Idee war, in den noch jungen Vereinigten Staaten neben dem Aufstieg auch das unvermeidliche Ende einer Gesellschaft zu zeigen. Die meisten Auftraggeber bevorzugten allerdings ohnehin direkt wiedererkennbare amerikanische Landschaften, die Cole ihnen auch lieferte. Obwohl er häufig betonte, dass er solche Bilder weniger gerne malte, wird diesen rein realistischen Landschaftsbildern die gleiche künstlerische Qualität zuerkannt, wie seinen generell bekannteren Arbeiten mit religiösem oder allegorischem Akzent.
1837 entstanden zwei Phantasielandschaften: The Departure und The Return. Ein anderes Paar von thematisch zusammenhängenden Bildern hatte Cole schon 1828 mit The Garden of Eden und Expulsion from the Garden of Eden gemalt, in denen er seine Befürchtungen über die drohende Zerstörung der Natur ausdrückte. Weitere allegorische Landschaften sind Dream of Arcadia (1838) und The Architect´s Dream (1840). Dazu kommt, in zwei Versionen vorhanden, die vierteilige Serie The Voyage of Life von 1842, die ebenfalls zu den besonders bekannten Arbeiten Coles gehört. Geschildert wird eine Reise auf dem Fluss des Lebens durch die vier Lebensabschnitte des Menschen als Kind, Jugendlicher, Erwachsener und Greis, geleitet jeweils durch einen Schutzengel. Die Landschaft wird in Stimmungen der vier Jahreszeiten gezeigt. Wie in Coles Bildern üblich, sind Personen oder Tiere sehr klein dargestellt, Landschaft und Himmel dominieren die Szene und spielen die eigentliche Hauptrolle.
The Voyage of Life

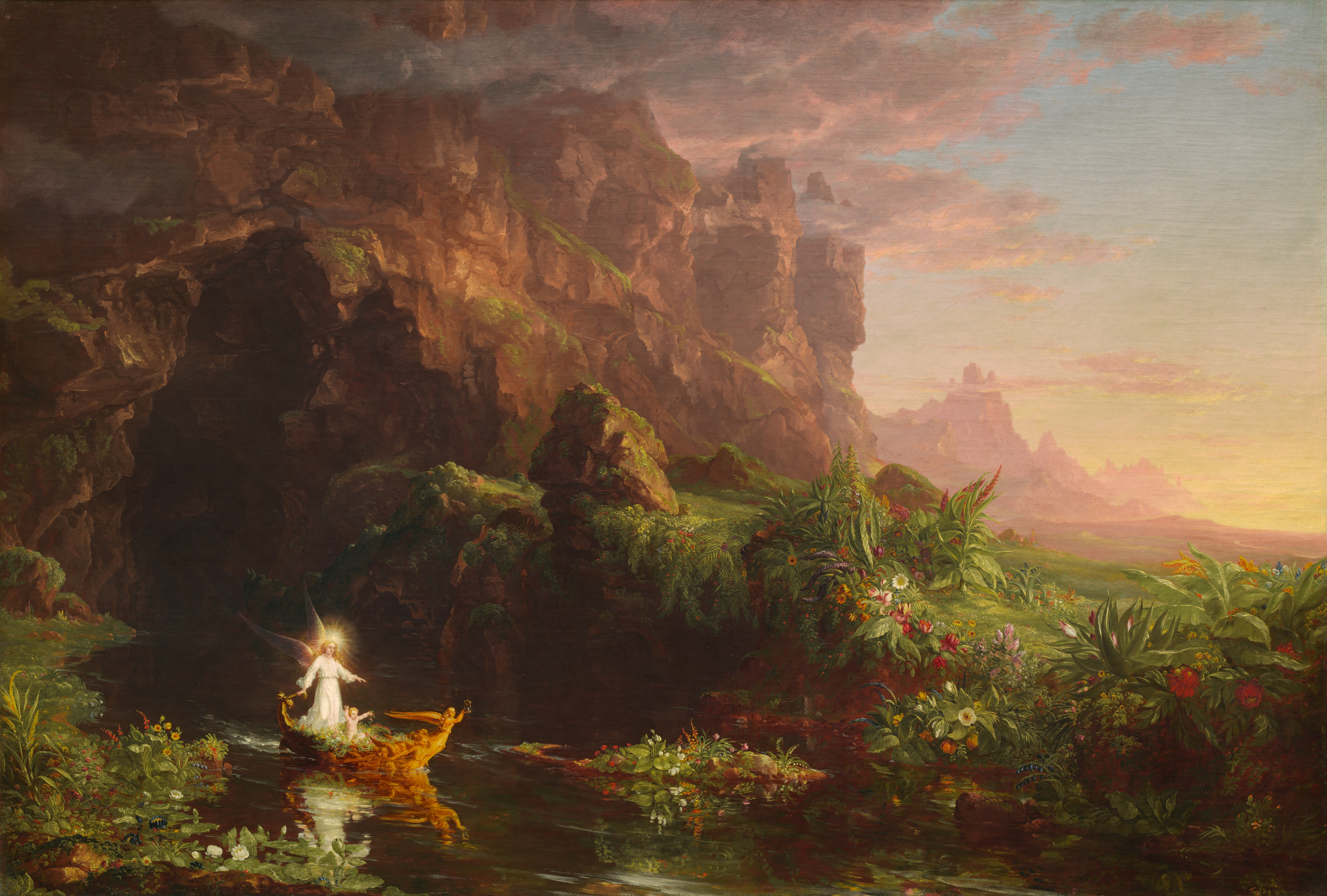
Kindheit
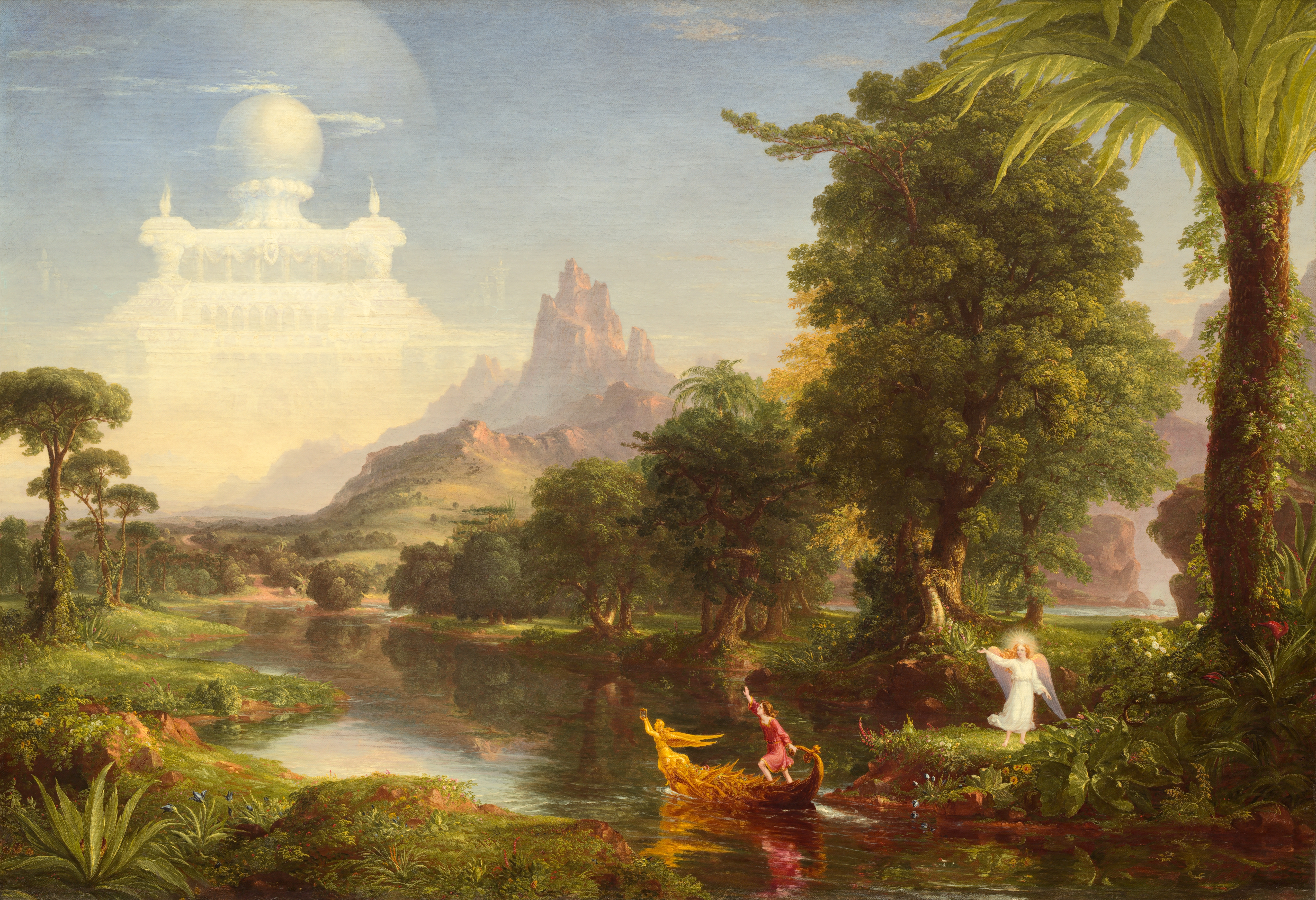
Jugend
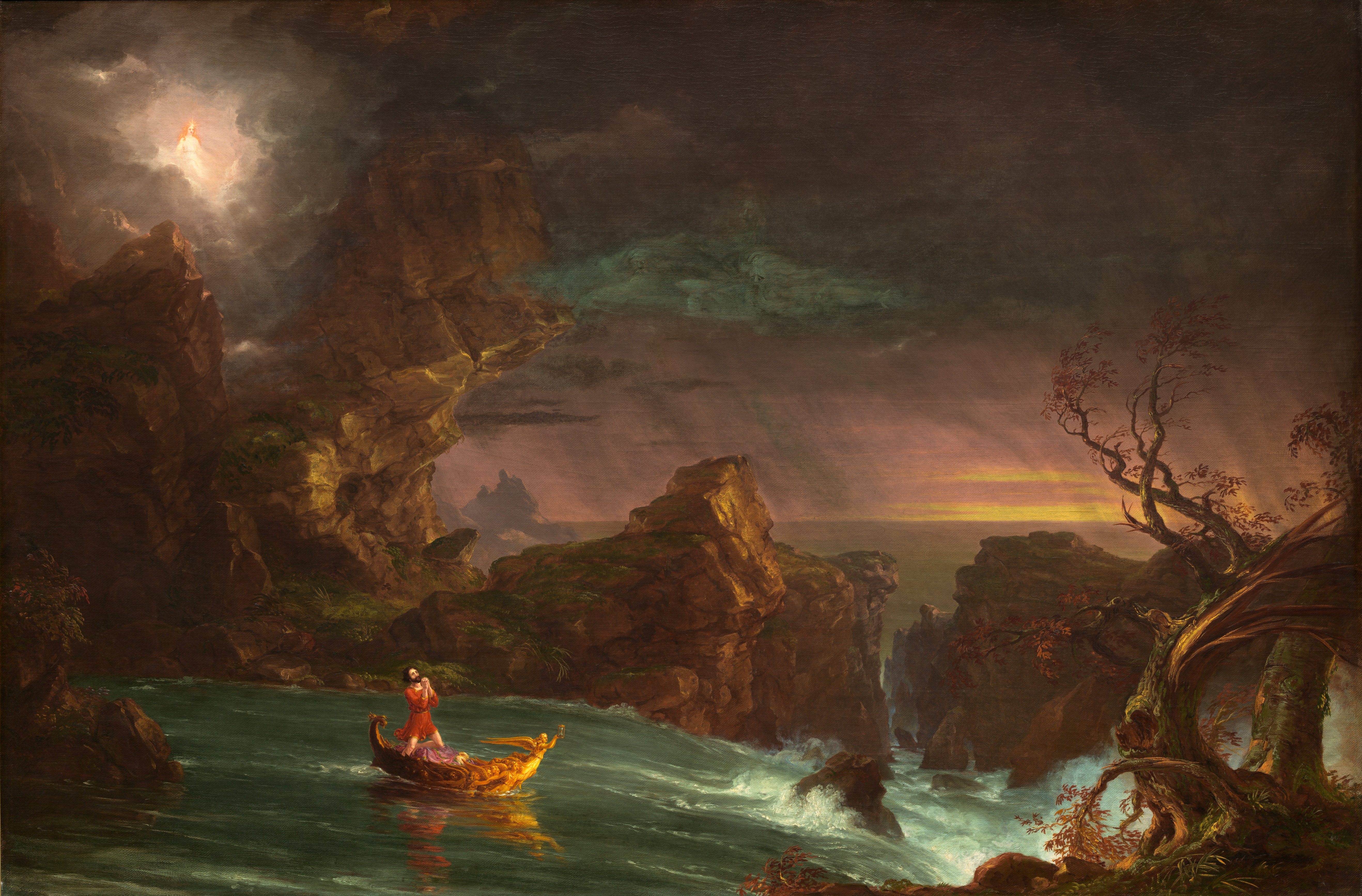
Mannesalter
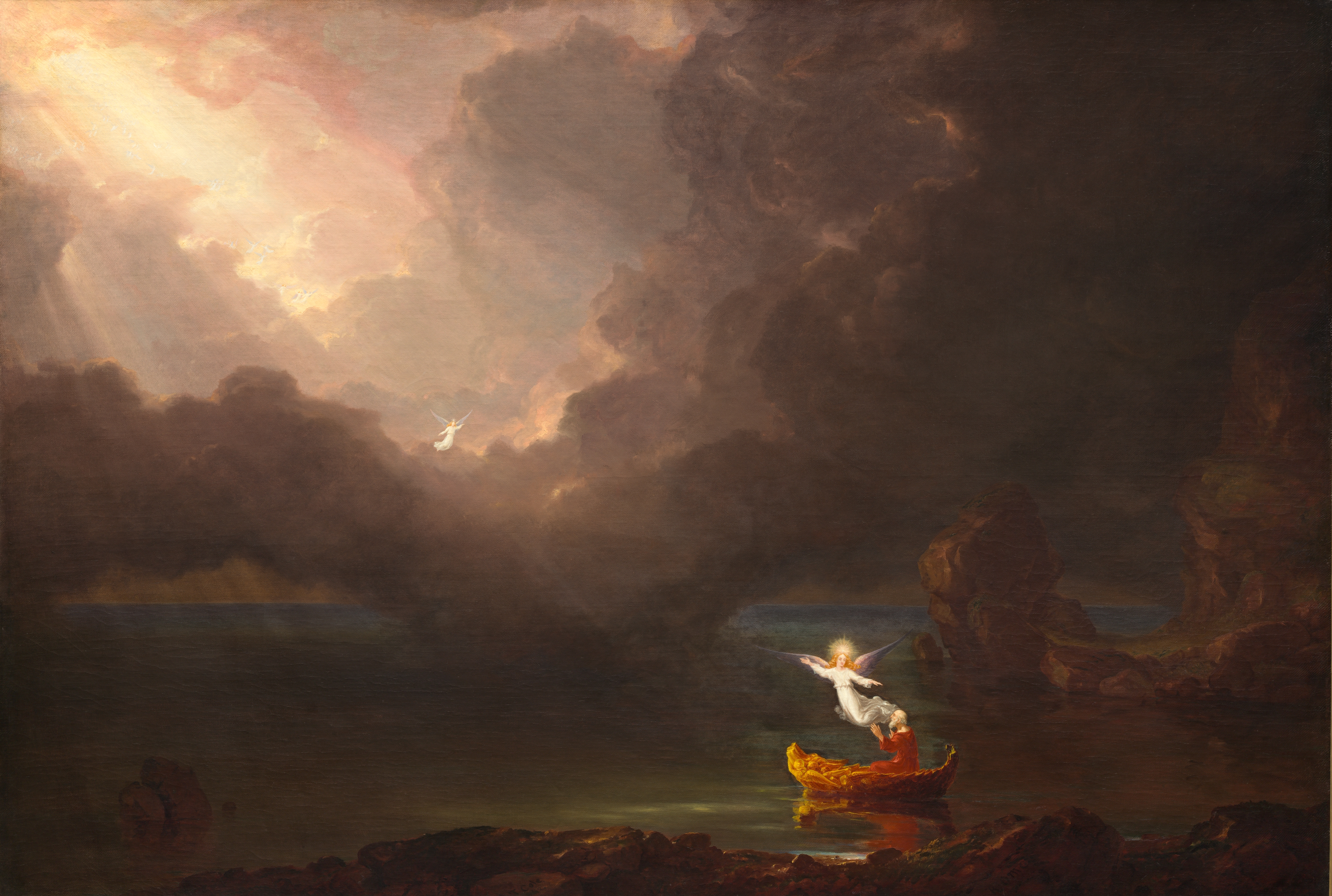
Greisenalter

## Bauten und Texte
Gelegentlich betätigte sich Cole als Architekt, jedoch ohne fundierte Ausbildung. 1836 beteiligte er sich an einem Wettbewerb für ein Regierungsgebäude in Columbus (Ohio) und gewann den dritten Preis. Das fertige Gebäude enthielt dann Elemente aus den Entwürfen der ersten drei Preisträger, ähnelte aber vor allem dem Beitrag Coles. Nachdem das Kirchengebäude der episkopalischen St.-Lukas-Gemeinde in Catskill bei einem Brand zerstört worden war, wurde der Neubau nach einem Entwurf von Cole errichtet.
In den 1840er Jahren veröffentlichten New Yorker Zeitungen und Magazine Briefe und Gedichte von Cole. Er schrieb detaillierte Tagebücher und verfasste einen viel beachteten Essay über die Landschaften Amerikas (Essay on American Scenery, 1835). Darin würdigte er die Schönheiten der unberührten Natur. Er fand, die Landschaften Europas spiegelten die Verwüstung durch die Zivilisation wider, für die ganze Wälder gerodet, Berge abgetragen und Flüsse umgeleitet worden waren. Die Wildnis Amerikas dagegen sah er als Manifestation der Gnade Gottes und beklagte, dass die Zeichen des Fortschritts auch hier allmählich sichtbar wurden.